# دايتوم
دايتوم بالعربي هو مصطلح علمي يعني البيانات أو الحقيقة أو جزء من المعلومة في اللغة الإغريقية القديمة السائدة في شمال افريقيا كما كانت تعرف بليبيا في قديم الزمان.